# Пратапгарх (Уттар-Прадеш)
Пратапгарх (англ. Pratapgarh, хинди प्रतापगढ़) — город на севере Индии, в штате Уттар-Прадеш, административный центр одноимённого округа.

## География
Город находится в центральной части Уттар-Прадеша, к югу от реки Сай (правый приток реки Гомати), на высоте 79 метров над уровнем моря.
Пратапгарх расположен на расстоянии приблизительно 135 километров к юго-востоку от Лакхнау, административного центра штата и на расстоянии 545 километров к юго-востоку от Нью-Дели, столицы страны.

## Демография
По данным официальной переписи 2001 года численность населения города составляла 12 339 человек, из которых мужчины составляли 51,9 %, женщины — соответственно 48,1 %. Уровень грамотности взрослого населения составлял 51,7 %. Уровень грамотности среди мужчин составлял 62,1 %, среди женщин — 40,5 %. 17,9 % населения составляли дети до 6 лет.

## Известные уроженцы
- Хариванш Рай Баччан — индийский поэт.